# Coll d'Ordino
Coll d'Ordino är ett bergspass i Andorra. Det ligger i parroquian Andorra la Vella, i den centrala delen av landet. Coll d'Ordino ligger 1 883 meter över havet. En väg mellan Ordino och Canillo går över passet.
Passet går mellan topparna Pic de Casamanya och Bony de les Neres.
I trakten runt Coll d'Ordino växer i huvudsak blandskog.